# Adam Jánoš
Adam Jánoš (* 20. července 1992, Uherské Hradiště) je český fotbalový obránce či záložník a reprezentant, od června 2022 působící v klubu Bohemians Praha 1905 . Je typem fotbalového dělníka-dříče, praktikuje silový způsob hry.
Jeho otcem byl fotbalový brankář Zdeněk Jánoš.

## Klubová kariéra
Svoji fotbalovou kariéru začal v týmu SK Horní Měcholupy, odkud v průběhu dorostu zamířil do AC Sparta Praha.

### AC Sparta Praha
V A-týmu pražského klubu se představil v posledním zápase základní skupiny I Evropské ligy 2012/13 proti španělskému celku Athletic Bilbao 6. prosince 2012, díky remíze 0:0 pražský celek získal ve skupině celkem 9 bodů (postup si zajistil již v předchozím kole díky domácí remíze 1:1 s francouzským klubem Olympique Lyonnais). Trenér Vítězslav Lavička jej poslal na hřiště v 87. minutě za Marka Matějovského.
V 1. lize debutoval 24. února 2013 v domácím utkání proti Slovácku (výhra Sparty 4:0). V 83. minutě střídal na hřišti Ladislava Krejčího. 16. dubna 2013 se jedním gólem podílel na vítězství Sparty 4:2 nad Sigmou Olomouc v odvetném zápase čtvrtfinále českého poháru 2012/13. Pražský klub po dvou shodných výsledcích 4:2 postoupil do semifinále.

### FC Vysočina Jihlava
V červnu 2013 odešel na roční hostování do FC Vysočina Jihlava. 8. března 2014 skóroval proti Dukle Praha, Jihlava vyhrála 3:0 a získala důležité body v boji o záchranu. Byl to Jánošův druhý gól v sezóně (poprvé se prosadil na podzim 2013 při porážce 3:4 s Olomoucí). V zimní přestávce sezóny 2014/15 si ho Sparta stáhla z hostování. V lednu 2015 se rozhodlo, že na hostování v Jihlavě bude pokračovat. V červnu 2015 se vrátil do Sparty, ale začátkem července se rozhodlo o jeho dalším ročním hostování v FC Vysočina Jihlava. V ligové pauze 2015/16 se vrátil do Sparty na zimní přípravu. Celkem za tým odehrál 56 utkání, v nichž se 3x gólově prosadil.

### FK Mladá Boleslav
14. 2. 2016 (v den zápasu s FC Baník Ostrava) přestoupil do klubu FK Mladá Boleslav, kde podepsal kontrakt do léta 2019.

### FC Baník Ostrava
23. 7. 2018 přestoupil do klubu FC Baník Ostrava, kde podepsal víceletý kontrakt.

## Reprezentační kariéra

### Mládežnické reprezentace
Prošel českými mládežnickými reprezentacemi od kategorie do 16 let. S reprezentací do 19 let se zúčastnil Mistrovství Evropy hráčů do 19 let v roce 2011, kde český tým vedený trenérem Jaroslavem Hřebíkem podlehl až ve finále Španělsku 2:3 po prodloužení. Jánoš tak získal s týmem stříbrnou medaili.
14. listopadu 2012 debutoval v reprezentaci do 21 let v domácím přátelském zápase proti Švédsku (1:1). Zúčastnil se domácího Mistrovství Evropy hráčů do 21 let 2015 konaného v Praze, Olomouci a Uherském Hradišti.
Dne 6. září 2020 dostal svoji první pozvánku do českého národního týmu na zápas Ligy národů proti Skotsku. K tomu mu napomohla i nucená karanténa prvního týmu, který odehrál zápas se Slovenskem.